# Like or LoveStory
『Like or LoveStory』は、アシガルユース初のメジャーシングル。2011年6月にリリース。

## 解説
ライブで「ラズベリーは突然に」というタイトルでプレイされていたが、シングルリリースに合わせて内容を徐々にブラッシュアップさせ、リリースとなった。

元タイトルから分かるように、ある曲をオマージュしていることラジオ「radioDTM」で会話されている。

楽曲の中にも連想させるフレーズが散りばめられ、キュンと来る曲の中に遊び心を取り入れている。

2曲目の「月光」の元タイトルは「フライアラウンド」。

大阪での初ワンマンライブの時に披露され、以来、ライブで盛り上がるナンバーとなっている。

ライブバージョンでは「ここは夜の街〜」で始まるケイコとタケシの物語が語られジュリセンを持ってのコールアンドレスポンスがある。

3曲目の「SUPER I LOVE YOU」は長らくライブで歌われてきて音源化されなかったナンバー。

ミドルテンポのキュンと来る曲となっている。

後半のコーラス部分では振り付けが決まっており、メンバーと愛を交わす振り付けに会場が幸せな空気に包まれる。

また先行して発表されたPVが「究極のダイエットからリバウンド」との話題になり盛り上がっている。

## 収録曲
1. Like or LoveStory
  - 作詞・作曲:アシガルユース
2. 月光
  - 作詞・作曲:アシガルユース
3. SUPER I LOVE YOU
  - 作詞・作曲:アシガルユース